# 塚本正之
塚本 正之（つかもと まさゆき、天保3年5月1日（1832年5月30日） - 大正7年（1918年）2月28日）は、江戸時代後期から明治時代の近江商人、社会事業家。湖国治山の父とも呼ばれる。塚本家はツカモトコーポレーションの創業一族。

## 生涯
塚本正之は、天保3年（1832年）に近江神崎郡川並村（現滋賀県東近江市五個荘川並町）の豪商初代定右衛門（1789年-1860年）の次男として誕生し、通称粂右衛門と称した。兄塚本定次（1826年-1905年）は勝海舟も大物と称した商人で、正之は兄を助け家業に精励し、県会議員を務めると共に一生を通じて公共事業に尽くした。
明治6年（1873年）6月学校世話方に選ばれ故郷川並村における小学校創立に力を注ぎ、明治9年（1876年）以降戸長・副区長・村会議員・連合村会議員、明治15年（1882年）6月第二回滋賀県議会議員選挙において当選し（同19年（1886年再選）、神崎・愛知郡衛生会議員、勧業諮問委員等を歴任した。なお、明治26年（1893年）5月家業を引退したが、公職・社会事業への寄与は続けた。また、明治30年（1897年）9月（滋賀県）農工銀行設立委員（後に取締役就任）、明治32年（1899年）滋賀県農会副会長などを歴任した。
その間、故郷近くの観音寺山において140町歩程（約139ha）がはげ山で土砂流出による田畑被害を度々被っていたことから、明治12年（1879年）以降自ら測量の上私費を投じ植林を行った。その後、観音寺山での治山成功から兄定次とも相談し、明治26年（1893年）以降毎年資金を寄付し滋賀県内各所で治山治水事業を支援した。神崎郡山上村（現東近江市山上町）稲荷山での砂防事業、東浅井郡七尾村相撲庭（ななおむら すまいにわ、現長浜市）での治水事業を始め、明治27年（1894年）から同40年（1907年）にかけ行われた琵琶湖流入河川の堰堤植林事業は、滋賀県庁と連帯して行い湖東・湖西・湖南・湖北の全県下、総面積260町5反3畝26歩（約260ha）に及び、塚本家は総工事費5万7056円の3分の1を負担した。なお、明治31年（1898年）、滋賀県立商業の八幡への移転が県会で決まると、正之は移転費用に対しても多額の寄付を行った。

## 褒賞・記念碑
褒賞
明治7年（1874年）12月　滋賀県令より表彰
明治10年（1877年）4月　滋賀県令より表彰
明治26年（1893年） 県会より感謝状
明治33年（1900年）10月23日　藍綬褒章受章
- 1915年（大正4年）11月10日  - 勲六等瑞宝章受章[5]

記念碑
塚本正之の石碑（滋賀県東近江市山上町の山上小学校）
はきぬがさ山の砂防工事頌徳碑 （東近江市五個荘川並町の結神社前）